# 博尼圖 (伯南布哥州)

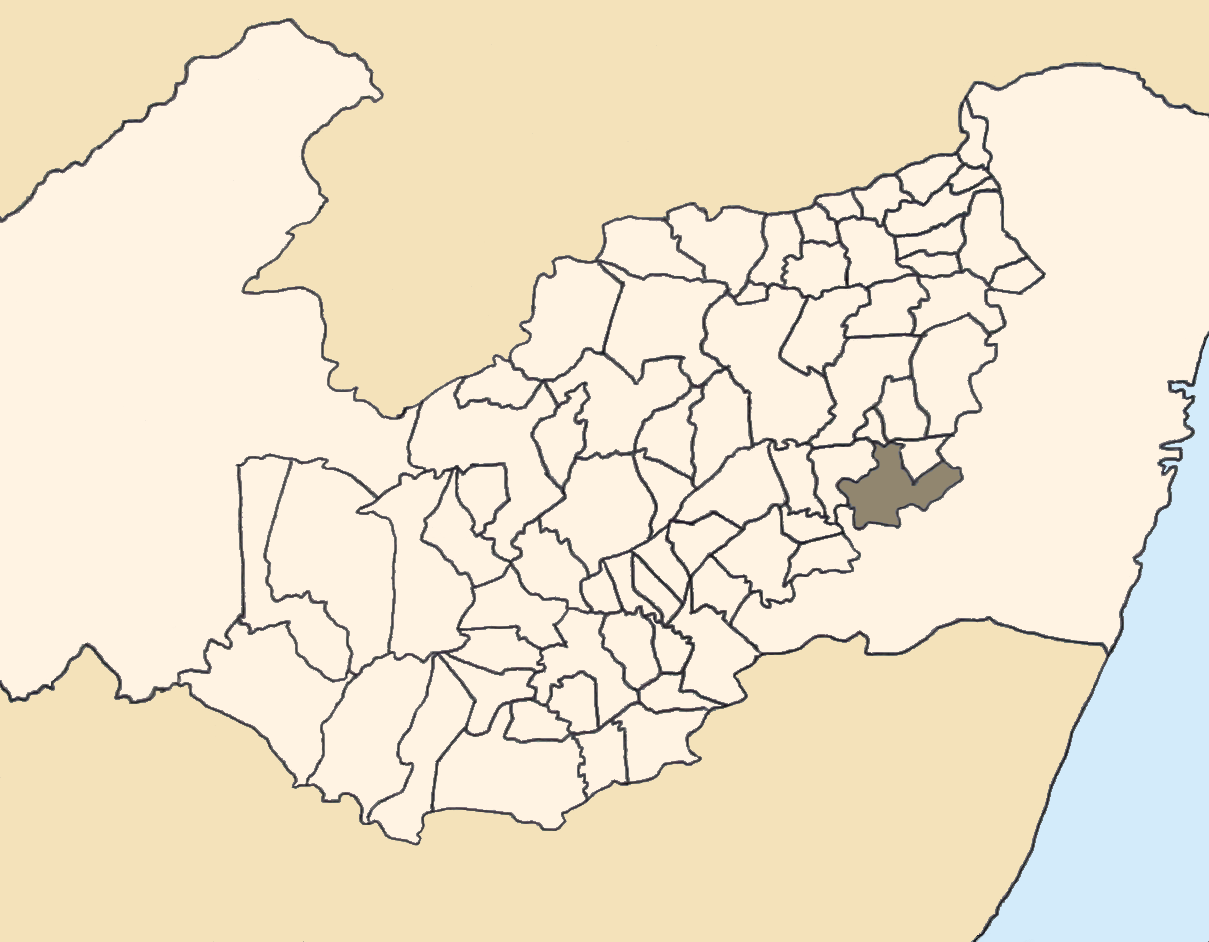

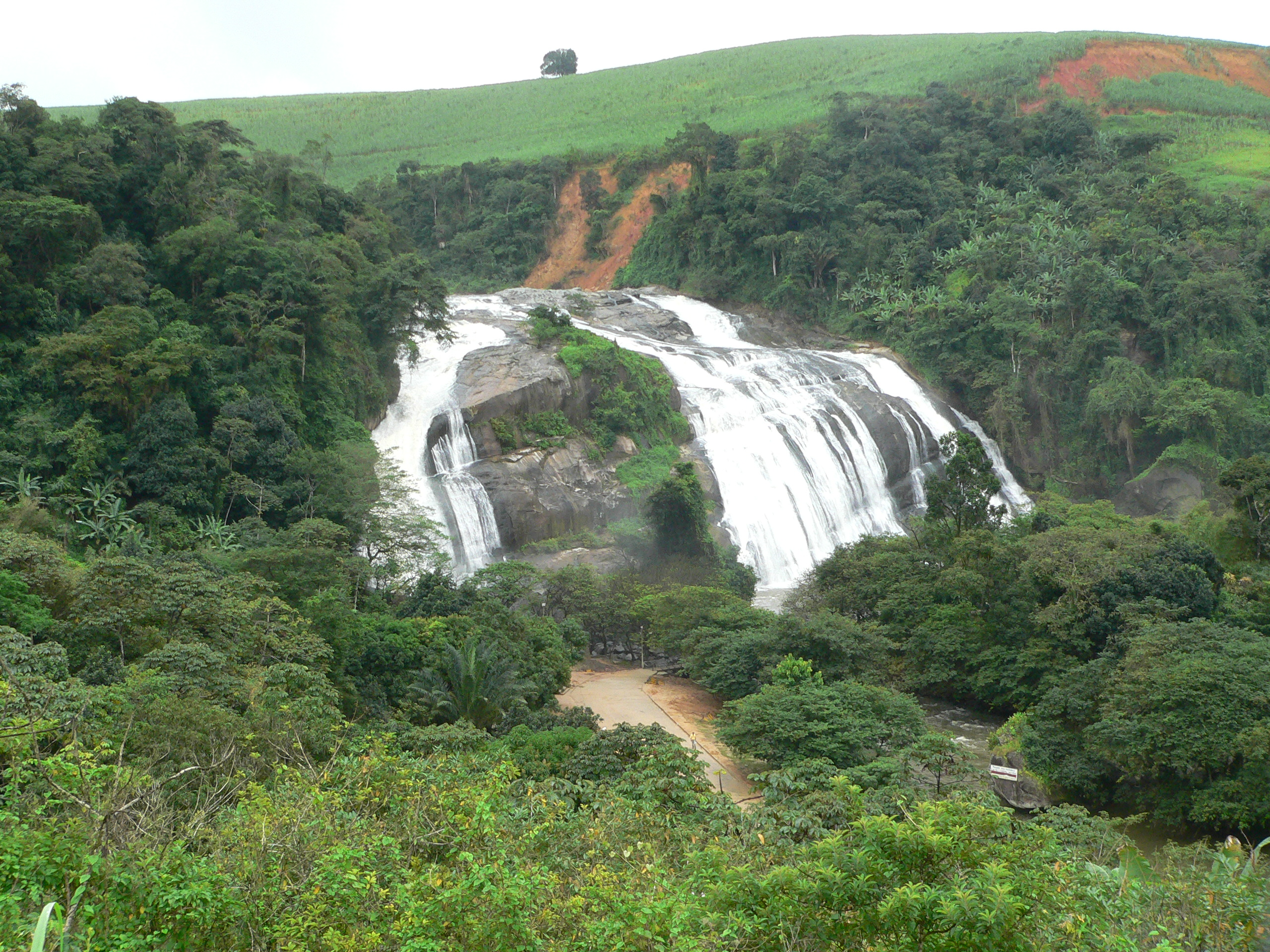

博尼圖（葡萄牙語：Bonito），是巴西的城鎮，位於該國東北部，由伯南布哥州負責管轄，始建於1839年4月15日，面積399平方公里，海拔高度443米，2014年人口58,122，人口密度每平方公里145.49人。